# Radical 86
El radical 86, representado por el carácter Han 火, es uno de los 214 radicales del diccionario de Kangxi. En mandarín estándar es llamado　火部, (huǒ　bù, «radical “fuego”»); en japonés es llamado 火部, かぶ　(kabu), y en coreano 화 (hwa).
Además de su forma estándar, el radical «fuego» toma la forma variante　灬, cuando aparece en la parte inferior de los caracteres (por ejemplo en 点). En otros casos, aparece comúnmente en el lado izquierdo de los caracteres (por ejemplo en 焼). Los caracteres clasificados bajo el radical 86 suelen tener significados relacionados con el fuego o el calor. Como ejemplo de esto están: 灰, «ceniza»; 焙 «hornear»; 煮, «hervir»

## Nombres populares
- Mandarín estándar: 火字旁, huǒ zì páng, «carácter “fuego” en un lado».
- Coreano: 불화부, bul hwa bu «radical hwa-fuego».
- Japonés:　火（ひ）, hi, «fuego»; 火偏（ひへん）, hihen, «“fuego” en el lado izquierdo del carácter»;[1] 列火（れっか）, rekka, «“fuego” en una línea» (cuando aparece en la parte inferior).
- En occidente: radical «fuego».

## Galería
| Estilos antiguos                                 | Estilos antiguos                  | Estilos antiguos                        | Estilos antiguos                   | Estilos antiguos                   | Estilos empleados actualmente       | Estilos empleados actualmente  | Estilos empleados actualmente    | Estilos empleados actualmente   | Estilos empleados actualmente  |
|                                                  |                                   |                                         |                                    |                                    |                                     | 火                             | 火                               |                                 |                                |
| 甲骨文 jiǎgǔwén (escritura de huesos oraculares) | 金文 jīnwén (escritura de bronce) | 简帛 jiǎnbó (escritura de bambú y seda) | 篆文 zhuànwén (escritura de sello) | 篆文 zhuànwén (escritura de sello) | 隸書 lìshū (estilo de los escribas) | 楷書 kǎishū (estilo regular)   | 楷書 kǎishū (estilo regular)     | 行書 xǐngshū (estilo corriente) | 草書 cǎoshū (estilo de hierba) |
| 甲骨文 jiǎgǔwén (escritura de huesos oraculares) | 金文 jīnwén (escritura de bronce) | 简帛 jiǎnbó (escritura de bambú y seda) | 大篆 dàzhuàn (sello grande)        | 小篆 xiǎozhuàn (sello pequeño)     | 隸書 lìshū (estilo de los escribas) | 繁體／繁体 fántǐ (tradicional) | 简体／簡體 jiǎntǐ (simplificado) | 行書 xǐngshū (estilo corriente) | 草書 cǎoshū (estilo de hierba) |

## Caracteres con el radical 86

| trazos | carácter |
| ------ | --- |
| + 0    | 火 灬 |
| + 1    | 灭 |
| + 2    | 灮 灯 灰 灱 灲 灳 |
| + 3    | 灴 灵 灶 灷 灸 灹 灺 灻 灼 災 灾 灿 炀 |
| + 4    | 炁 炂 炃 炄 炅 炆 炇 炈 炉 炊 炋 炌 炍 炎 炏 炐 炑 炒 炓 炔 炕 炖 炗 炘 炙 炚 炛 炜 炝 炞                                                          |
| + 5    | 炟 炠 炡 炢 炣 炤 炥 炦 炧 炨 炩 炪 炫 炬 炭 炮 炯 炰 炱 炲 炳 炴 炵 炶 炷 炸 点 為 炻 炼 炽 炾 炿 烀 烁 烂 烃                                     |
| + 6    | 烄 烅 烆 烇 烈 烉 烊 烋 烌 烍 烎 烏 烐 烑 烒 烓 烔 烕 烖 烗 烘 烙 烚 烛 烜 烝 烞 烟 烠 烡 烢 烣 烤 烥 烦 烧 烨 烩 烪 烫 烬 热 烮                   |
| + 7    | 烯 烰 烱 烲 烳 烴 烵 烶 烷 烸 烹 烺 烻 烼 烽 烾 烿 焀 焁 焂 焃 焄 焅 焆 焇 焈 焉 焊 焋 焌 焍 焎 焏 焐 焑 焒 焓 焔 焕 焖 焗 焘                      |
| + 8    | 焙 焚 焛 焜 焝 焞 焟 焠 無 焢 焣 焤 焥 焦 焧 焨 焩 焪 焫 焬 焭 焮 焯 焰 焱 焲 焳 焴 焵 然 焷 焸 焹 焺 焻 焼 焽 焾 焿 煀 煁 煂 煃 煄 煅 煈 煉 煜 煮 |
| + 9    | 煆 煇 煊 煋 煌 煍 煎 煏 煐 煑 煒 煓 煔 煕 煖 煗 煘 煙 煚 煝 煞 煟 煠 煡 煢 煣 煤 煥 煦 照 煨 煩 煪 煫 煬 煭 煯 煰 煱 煲 煳 煴 煵 煶 煷 煸 煺 熙    |
| + 10   | 煹 煻 煼 煽 煾 煿 熀 熁 熂 熃 熄 熅 熆 熇 熈 熉 熊 熋 熌 熍 熎 熏 熐 熑 熒 熓 熔 熕 熖 熗 熘                                                       |
| + 11   | 熚 熛 熜 熝 熞 熟 熠 熡 熢 熣 熤 熥 熦 熧 熨 熩 熪 熫 熬 熭 熮 熯 熰 熱 熲 熳 熴 熵                                                                |
| + 12   | 熶 熷 熸 熹 熺 熻 熼 熽 熾 熿 燀 燁 燂 燃 燄 燅 燆 燇 燈 燉 燊 燋 燌 燍 燎 燏 燐 燑 燒 燓 燔 燕 燖 燗 燘 燙 燚 燛 燜 燝 燞                         |
| + 13   | 營 燠 燡 燢 燣 燤 燥 燦 燧 燨 燩 燪 燫 燬 燭 燮 燯 燰 燱 燲 燳 燴 燵 燶 燷                                                                         |
| + 14   | 燸 燹 燺 燻 燼 燽 燾 燿 爀 爁 爂 爃 |
| + 15   | 爄 爅 爆 爇 爈 爉 爊 爋 爌 爍 爎 爕 |
| + 16   | 爏 爐 爑 爒 爓 爔 爖 爗 爘 |
| + 17   | 爙 爚 爛 |
| + 18   | 爜 爝 爞 爟 爠 |
| + 19   | 爡 爢 |
| + 20   | 爣 |
| + 21   | 爤 爥 爦 |
| + 24   | 爧 |
| + 25   | 爨 |
| + 29   | 爩 |